# Irmgard Schati
Irmgard Schati, geborene Irmgard Pfniss (* 8. Dezember 1921 in Timișoara (deutsch Temeswar); † 17. Januar 1992 in Nürnberg) war von 1953 bis 1983 Schauspielerin am Deutschen Staatstheater Temeswar.

## Leben und Wirken
Nachdem Irmgard Pfniss das Gymnasium in Timișoara absolvierte (1931–1935), begann sie am Konservatorium in Timișoara Musik und Gesang zu studieren (1941–1943). Parallel zu ihrem Studium nahm sie Privatstunden zum Erlernen einiger Instrumente. Von 1943 bis 1944 war sie als Schauspielerin am Deutschen Landestheater in Hermannstadt beschäftigt. Hier lernte sie ihren zukünftigen Ehemann Rudolf Schati kennen. Von 1945 bis 1946 spielte Irmgard Schati am rumänischen Operettentheater „Teatrul liric de opereta“ in Timișoara, 1949 nahm sie das Studium am Konservatorium in Timișoara wieder auf, 1953 gehörte sie zum Gründungs-Ensemble des Deutschen Staatstheaters Temeswar, wo sie bis zur Rente 1983 beschäftigt war. Als Rentnerin reiste sie in die Bundesrepublik Deutschland aus.
Irmgard Schati gehörte zu den vielseitigsten Darstellerinnen des Deutschen Staatstheaters Temeswar. Sie brillierte im heiteren und im ernsten Fach ebenso wie in Singspielen und Operetten. Sie hatte zehn Jahre lang Gesangsstudium und war im Kunstlied und in der Spieloper ausgebildet. Am Deutschen Staatstheater Temeswar sorgte sie zusammen mit Margot Göttlinger für Stimmbildung und Sprecherziehung. Als Schauspielerin war sie in Rollen wie die der Fürstin Eboli in Schillers Don Carlos oder der Franziska in Lessings Minna von Barnhelm eine der Leistungsträgerinnen des Theaters.
Ihr Debüt hatte sie 1953 bei der Eröffnung des Deutschen Staatstheaters Temeswar als Contessa in Laubes „Die Karlsschüler“. Weitere Rollen waren: Anna Walter in Remarques „Die letzte Station“ (1962), Herzogin Josiana in Weisenborns „Das verlorene Gesicht“ (1966), Bäuerin Berta in Hans Kehrers „Es geht um die Heirat“ (1966), Raluca Filimon in Victor Eftimius „Der Vagabund“ (1966), Adele in „Mamas Liebling“ von Virgil Stoenescu, Katharina in Shakespeares Der Widerspenstigen Zähmung, in Sebastians „Der Stern ohne Namen“, in Wischnewskis „Optimistische Tragödie“.
In den siebziger Jahren trat Irmgard Schati bevorzugt in musikalischen Aufführungen und in Lustspielen auf, als Josefine in Ternovits und Strassers „Der vergessene Teufel“, als Frau von Erbsenstein in Nestroys Das Mädl aus der Vorstadt (1974), als Oma in Klaus Eidams Lustspiel „Braucht man eine Oma?“ (1977). Gerade in den klassischen Lustspielen, in jenen des Volkstheaters, wo musikalische Einlagen unerlässlich waren, war es der Schauspielerin gegeben, ihre sehr breite Skala von Möglichkeiten und Talenten zu entfalten.